# Chrysopilus maculipennis
Chrysopilus maculipennis är en tvåvingeart som först beskrevs av Walker 1856.  Chrysopilus maculipennis ingår i släktet Chrysopilus och familjen snäppflugor. Inga underarter finns listade i Catalogue of Life.